# Baia Novik
La baia Novik (in russo Бухта Новик?, buchta Novik) è una profonda insenatura dell'isola Russkij, in Russia. Si trova nel mar del Giappone, dinanzi al golfo dell'Amur (a sua volta compreso nel golfo di Pietro il Grande), e appartiene al Territorio del Litorale (Circondario federale dell'Estremo Oriente).

## Geografia
La baia Novik è la maggiore insenatura dell'isola Russkij e divide l'isola in due parti disuguali: il corpo principale a sud-ovest e la lunga penisola Sapërnyj (полуостров Сапёрный), al cui termine c'è l'isola di Elena, a nord-est. La baia è lunga e stretta, si estende da nord-ovest a sud-est per circa 12 km, è larga 1,5 km all'ingresso, tra capo Elagina (мыс Елагина; sull'isola di Elena, 43°03′57″N 131°49′25.65″E) e capo Starickij (мыс Старицкого; 43°03′45″N 131°48′21.69″E) ad ovest; e ha una profondità massima di 9 m.
La baia è collegata con il golfo Bezymjannoj (бухта Безымянной), che si trova nello stretto del Bosforo orientale, da un canale artificiale creato in un istmo all'estremità nord-occidentale della penisola Sapërnyj. Taglio che ha dato origine all'isola di Elena.
La penisola Sapërnyj è a sua volta collegata a Vladivostok dal più lungo ponte strallato del mondo: il ponte dell'isola Russkij.
Nella baia Novik ci sono due piccole isole: l'isola di Papenberg e l'isola Fal'šivyj; un'altra isoletta si trova all'ingresso dell'insenatura, di fronte al capo Starickij: l'isola Uši.